# Håkan Sjögren (ljudtekniker)
Sven Håkan Sjögren, född 29 mars 1939 i Jönköpings Sofia församling, är en svensk ljudtekniker som specialiserat sig på att spela in vokal-, kyrko- och kammarmusik.

## Biografi
Sjögren var på 1960-talet verksam vid KTH i Stockholm inom audiologi och akustik. Tillsammans med sin kollega Rolf Ingelstam startade han 1969 företaget Sonoconsult AB. Sjögren kom att medverka som tekniker i många klassiska inspelningar, bland annat samtliga inspelningar för skivbolaget Proprius mellan 1969 och 1973 med till exempel  Arne Domerus Jazz combo (Bengt Hallberg, Egil Johansen, Georg Riedel med flera) och Leif Strands Kammarkör. Han har därefter varit tekniker vid inspelningar med Adolf Fredriks Bachkör med Anders Öhrvall och Göteborgs Kammarkör med Gunnar Eriksson.
Sjögren medverkade under 1970-talet tillsammans med institutet för teknisk audiologi vid Karolinska Institutet i undersökningar av olika aspekter av ljud och hur ljud uppfattas, som
- uppmätning av ljudnivå hos tal[4]
- undersökningar av taluppfattbarhet[5]
- undersökning av upplevd ljudkvalitet hos hörselhjälpmedel[6]
- undersökning av upplevd ljudkvalitet hos ljudåtergivande system[7]

Sjögren var producent för testskivan "Ljud - och hur det ska låta!" som togs fram 1975 av Svenska HiFi-institutet för att demonstrera och prova olika egenskaper hos en stereoanläggning.
Mellan 1982 och 1996 var Sonoconsult vilande då Sjögren var verksam inom databranschen och hade ett antal befattningar inom företagen Prime Computer och Computervision.
År 1995 återupptogs verksamheten i Sonoconsult och har innefattat ett stort antal inspelningar med artister som Gustaf Sjökvists kammarkör, Andrew Canning, Stockholms Studentsångare, Örebro studentsångare och Musica Vitae.
Flera av hans inspelningar har blivit skivor av typen Super Audio CD.

### Swedish Choral Society[13]
År 2009 inleddes ett samarbete mellan Sonoconsult samt Sveriges Körförbund och skivbolaget Naxos för att dokumentera svenskt körliv under rubriken "Swedish Choral Society". Sonoconsult med Håkan Sjögren är projektledare och har gjort de flesta inspelningarna. Fram till 2016 har följande tio skivor givits ut i serien:
- 2009 - Live in Concert, Eric Ericsons Kammarkör, Eric Ericson
- 2009 - Sånger för blandad kör A Capella, Wilhelm Peterson-Berger, Erik Westbergs Vokalensemble, Musikhögskolans Kammarkör i Piteå
- 2009 - Fingerprints, Svanholm Singers, Sofia Söderberg Eberhard
- 2010 - Så vill jag sjunga, Gunner Eriksson, Eva Rune, Göteborgs Kammarkör
- 2011 - Laudi, Dan-Olof Stenlund, Malmö Kammarkör
- 2011 - I vår tid, Gustaf Sjökvist, Gustav Sjökvists Kammarkör, Storkyrkans kör
- 2012 - Northern Lights, Vocado
- 2012 - Till glädje och tröst, Adolf Fredriks Bachkör
- 2014 - Shakespeare songs and sonets, Shakespeare, The Swedish Chamber Choir
- 2016 - Dixit, Jennefelt, Monteverdi, Rore, Trombocino, Vokalharmonin, Musica Vitae, Mats Bergström, Fredrik Malmberg